# Peace Wave〜ウクレレと少年〜
『Peace Wave〜ウクレレと少年〜』（ピース ウェーブ ウクレレとしょうねん）は、BS-iで2000年12月1日に放送されたスペシャルドラマ。主演は錦戸亮。

## 概要
同日に開局したBS-i（BS-TBS）のドラマ第一作であり、「BS-i開局記念ドラマ」として制作された。
主人公・久田純は、伯父から幼い頃に買ってもらったウクレレがお気に入りで、音楽が大好きな少年。憧れのウクレレ奏者・ハーブ大田の演奏に感動し、「本場ハワイに行って合ってみたい」と強く思い、ハワイへ行く事を決心。初めての一人旅で苦労しながらも、一人のウクレレが大好きな少年の成長を描いた物語。
主演の錦戸亮は、本作でテレビドラマ初主演となる。

## 登場人物
- 久田純 - 錦戸亮
- 佐野夕子 - 一色紗英
- 久田沙織 - 風吹ジュン
- 純の伯父 - 布袋寅泰
- 谷啓
- 佐藤傳次郎
- ドン・キング
- デリック・ホー
- ハーブ・太田 - ハーブ・太田（本人役）

## スタッフ
- 監督・脚本・撮影技術：中野裕之
- プロデューサー：鈴木早苗
- 主題歌：ハーブ・太田「レイン・フォレスト」
- サーフィン撮影：佐藤傳次郎
- 制作：BS-i、PEACEDELIC Studio
- 制作協力：MAGIC ISLAND